# Objektivita (žurnalistika)
Objektivita je jedno z deklaratorních nejdůležitějších kritérií zpravodajství. Poskytované informace by měly odrážet skutečnost, měly by být spolehlivé, přesné, fakta musejí být oddělena od názorů.

## Rysy a kritéria žurnalistické objektivity
Mezi hlavní rysy objektivity patří:
- zachování neutrality ve vztahu k předmětu zpravodajství (tzn. vyloučit subjektivní pohled nebo osobní zaujetí),
- absence stranění (tzn. nestavět se na ničí stranu a zdržet se jakékoliv předpojatosti),
- zachování přesnosti, relevance, úplnosti.

Kritéria objektivity dle Jörgena Westerståhla (1983):
1. Faktičnost
  - pravda
  - informativnost
  - relevance
2. Nestrannost
  - vyváženost
  - neutralita

## Další postupy
Žurnalistická objektivita s sebou nese i některé postupy a praktiky jako třeba:
- Snaha získat vyjádření druhé strany. Například u zprávy kritické vůči nějaké osobě se považuje za správné získat její vyjádření. Pokud se to žurnalistovi nepodaří (např. daná osoba neodpovídá na e-maily, SMSky, volání …), uvede, že daná osoba nechtěla reagovat. Zastoupení obou stran se používá i u komentovaných zpráv, debat a publicistiky, tím, že jsou k diskuzi přizváni stoupenci opačných stran a je jim dána rovná možnost vyjádřit své argumenty.
- U soudních sporů a kriminálních činů, kde již padlo nějaké obvinění a případně existuje pravděpodobný pachatel, se striktně dodržuje presumpce neviny – o obviněném se předčasně nemluví jako o vrahovi, zloději, atp.; používá se obrat nikoli „dopustil se (toho a toho)“, ale „měl se dopustit …“.
- Při čtení zpráv (v rádiu, televizi, internetu), se hlasatel/moderátor snaží zachovat neutralitu verbálně i neverbálně, tedy například žádné úšklebky, ironické poznámky, gesta, změny tónu řeči, apod. Ať už se moderátor může osobně přiklánět na tu či onu stranu, z jeho prezentace zpráv by to posluchač/divák neměl poznat.
- Do objektivní prezentace zpráv, zejména těch, kde je více stran; patří i vystříhání se citově zabarvených slov – včetně těch, které bychom za zbarvená nepovažovali v běžné komunikaci, například kupodivu, naštěstí, bohužel, bohudík/díkybohu. Je to proto, že může existovat takový úhel pohledu, pro nějž je tato slova nepřijatelná. Jako nadbytečná až nevhodná se jeví i slova jako nepochybně, bezesporu nebo naopak sotva, jakž takž atd., ve funkci přidání či rozptýlení pochybností.

V doméně médií existují organizace zvané media watchdogs („hlídací psi médií“), které zveřejňují výše zmiňované prohřešky médií stojící za pozornost a snaží se je uvádět na správnou míru.